# Lajos Bálint
Lajos Bálint (n. 6 iulie 1929, Delnița, județul Ciuc - d. 4 aprilie 2010, Odorheiu Secuiesc) a fost  arhiepiscop al Arhidiecezei Romano-Catolice de Alba Iulia între 1990-1993.

## Biografie
Lajos Bálint s-a născut la data de 6 iulie 1929 în localitatea Delnița (Csíkdelne, jud. Harghita). A absolvit studiile de teologie la Institutul Teologic Romano-Catolic de grad universitar din Alba Iulia. A fost hirotonit ca preot la 28 aprilie 1957 de către episcopul Márton Áron. 
La 9 iulie 1981 a fost numit ca episcop titular de Nova și episcop-auxiliar de Alba Iulia. A fost consacrat ca episcop în Catedrala Sf. Mihail din Alba Iulia în ziua hramului bisericii, la 29 septembrie 1981, de către episcopul Antal Jakab. 
După retragerea episcopului Antal Jakab la 14 martie 1990, papa Ioan Paul al II-lea l-a numit pe Lajos Bálint ca episcop de Alba Iulia. Odată cu ridicarea la 5 august 1991 a Episcopiei de Alba Iulia la rangul de arhidieceză în subordinea directă a Sf. Scaun, Lajos Bálint a fost ridicat la rangul de arhiepiscop. S-a retras din această funcție pe motiv de boală la data de 29 noiembrie 1993, la vârsta de doar 64 ani, devenind arhiepiscop-emerit. 
Arhiepiscopul Lajos Bálint și-a stabilit ulterior reședința în municipiul Odorheiu Secuiesc. 
Arhiepiscopul Lajos Bálint a participat la consacrarea episcopală a lui József Tempfli, episcop de Oradea (26 aprilie 1990), Sebastian Kräuter, episcop de Timișoara (28 aprilie 1990), György-Miklós Jakubínyi, episcop-auxiliar de Alba Iulia (29 aprilie 1990) și a lui József Tamás, episcop-auxiliar de Alba Iulia (1 martie 1997).
Este înmormântat în cimitirul din satul natal, Delnița, Harghita.